# Jim Pepper

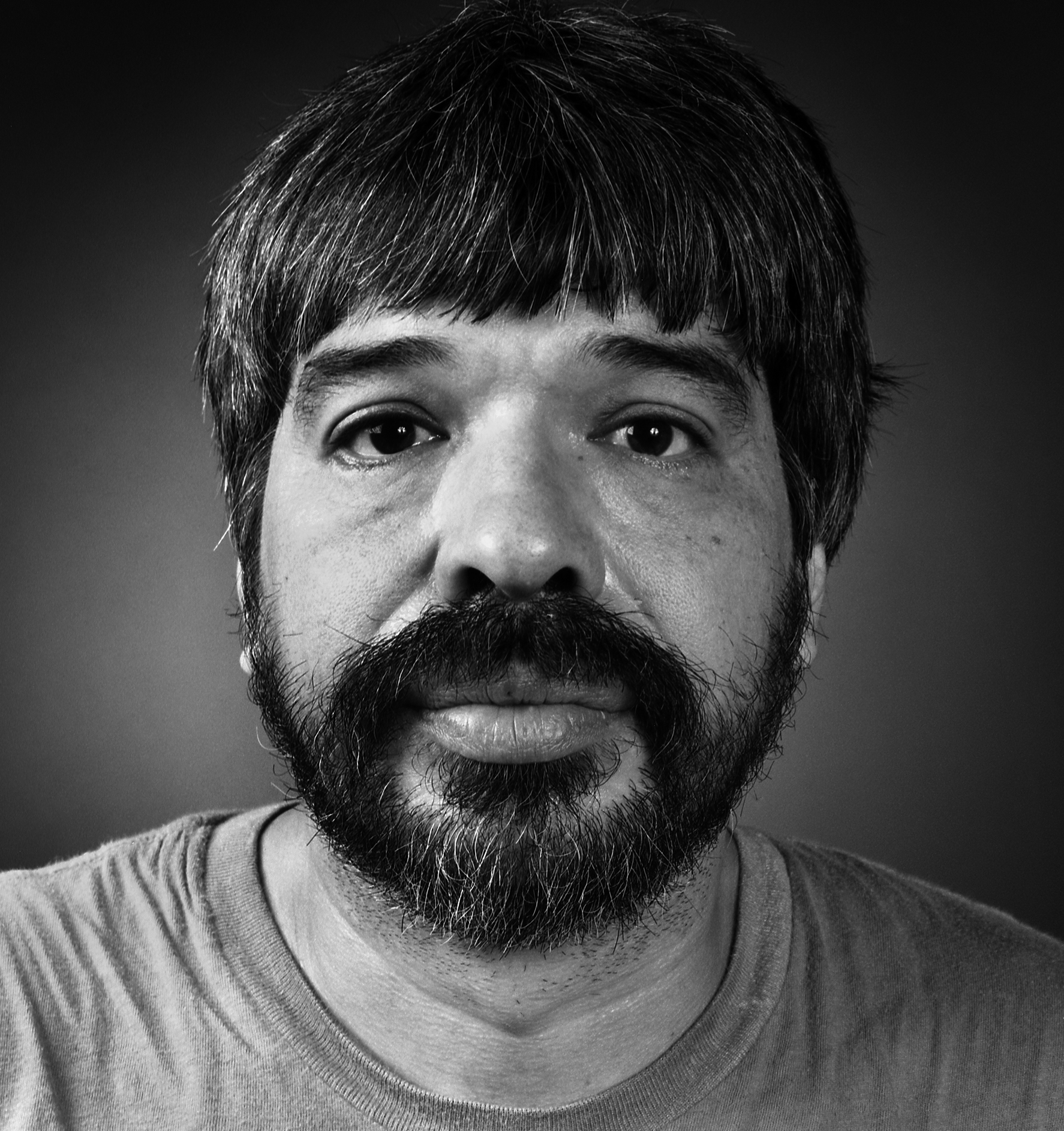
Jim Pepper (1980er Jahre)

Jim Pepper (* 18. Juni 1941 in Salem (Oregon) als James Gilbert Pepper II; † 10. Februar 1992 in Portland (Oregon)) war ein US-amerikanischer Jazzmusiker (Saxophonist, Flötist) und indianischer Sänger.

## Leben und Wirken
Sein Vater Gilbert, ein Kaw-Indianer, war Bäcker, Musiker und oftmals ausgezeichneter Preistänzer bei Powwows, seine Mutter Floy, eine Muskogee, arbeitete als Lehrerin. Mit 15 Jahren lernte Jim Pepper im Selbstunterricht und mit Hilfe seines Vaters Tenorsaxophon. 1964 zog er nach New York City, um Jazzmusiker zu werden, nachdem er bereits zuvor in Kalifornien mit Pharoah Sanders gespielt hatte. Gemeinsam mit Larry Coryell gründete er die Band Free Spirits, die – als Vorläufer des Jazz-Rock – mit Jazzimprovisationen über Rock- oder R&B-Rhythmen experimentierte.
Ornette Coleman und Don Cherry bestärkten Pepper in seinen Versuchen, traditionelle Indianermusik mit Jazz zu kombinieren. Auf seiner Platte Pow Wow (1971) nahm er indianische Songs auf, unter anderem den neu arrangierten traditionellen Peyotekult-Gesang Witchi-Tai-To, der es in die Hitparade schaffte. Das Album war wirtschaftlich nicht mehr als ein Achtungserfolg, so dass Pepper sich vom Musikgeschäft zurückzog und in Alaska Berufsfischer wurde. Trotz einer Auszeichnung mit einem Pressepreis 1974 in San Francisco kehrte er nach Alaska zurück, wo er die Sängerin Caren Knight kennenlernte, die seine Lebensgefährtin wurde. Es kam zu vereinzelten Auftritten mit Westcoast-Jazzern in Juneau und Anchorage, aber auch zu Einladungen nach Kalifornien.
Erst 1979 kehrte Pepper durch die Initiative von Don Cherry auf die Jazzszene zurück, tourte mit diesem durch Westafrika und spielte im Liberation Music Orchestra und in den Bands der Schlagzeuger Bob Moses und Paul Motian. Auf seiner eigenen Platte Comin’ & Goin’ (1984) konnte Pepper das Konzept von Pow Wow verbessert umsetzen und gemeinsam mit Don Cherry, Naná Vasconcelos, Collin Walcott und auch John Scofield neun indianische Stücke in einen zeitgenössischen Jazzkontext so adaptieren, dass ihre Spiritualität erhalten blieb. Pepper unterstützte das American Indian Movement und spielte, sang und tanzte auch auf traditionellen Powwows.
Seit seiner Wiederkehr auf die Bühne spielte er regelmäßig in Europa, etwa mit Charlie Hadens Liberation Music Orchestra. Er wurde dort auch in unterschiedlichen Kontexten auf Platte dokumentiert. Mit Schlagzeuger John Betsch und Ed Schuller bildete er eine Working Band, die teilweise mit Marty Cook, Claudine François oder Mal Waldron zum Quartett erweitert wurde. Peppers Spiel auf dem Tenorsaxophon zeichnete sich durch eine eigene Melodik mit unverwechselbaren Patterns und hochenergetischen, aber relativ kurzen Überblas-„Pfeilen“ aus. 
Jim Pepper starb an Lymphdrüsenkrebs im 51. Lebensjahr. Don Cherry hielt eine Rede an seinem Grab, in New York fand ein Memorial-Konzert mit zahlreichen Mitwirkenden statt. Der Komponist Gunther Schuller würdigte 1998 Peppers Musik, indem er sie für Jazzensemble und Symphonieorchester neu arrangierte. Das Schaffen Peppers zeichnet der Dokumentarfilm Pepper’s Pow Wow (1995) von Sandra Sunrising Osawa nach. Wolf Kampmann zufolge verhinderte sein früher Tod „den Aufstieg des Saxophonisten zu einer Leitfigur des Ethno-Jazz“.
2005 ehrte die parlamentarische Versammlung des Staates Oregon Jim Pepper und sein musikalisches Erbe. Am 7. April 2007 wurde Peppers Saxophon im Rahmen einer Feierstunde, bei der Peppers Musik aufgeführt wurde, dem National Museum of the American Indian überreicht.

## Lexigraphische Einträge
- Leonard Feather, Ira Gitler: The Biographical Encyclopedia of Jazz. Oxford University Press, New York 1999, ISBN 0-19-532000-X.
- Wolf Kampmann (Hrsg.), unter Mitarbeit von Ekkehard Jost: Reclams Jazzlexikon. Reclam, Stuttgart 2003, ISBN 3-15-010528-5.